# Бейн
Бейн (на английски: Bane) е измислен персонаж, злодей от комиксите на Ди Си Комикс. Той е един от физически най-мощните врагове на Батман. Известен е с това, че счупва гръбнака на Батман в „Падането на рицаря“.(на английски: Knightfall) 
Първата му поява е в „Батман: Анимационният сериал“ в епизода „Бейн“. В следващите епизоди се озвучава се от Хенри Силва. В Батман се озвучава от Хоаким де Алмейда, по-късно от Рон Пърлман и Кланси Браун. В „Батман: Смели и дръзки“ се озвучава от Майкъл Дорн. Робърт Суенсън играе злодея във филма „Батман и Робин“, а Том Харди в „Черният рицар: Възраждане“.